# Gran Camiño 2023
Le Gran Camiño 2023 (O Gran Camiño en galicien, soit littéralement La Grande Route), est la 2e édition de cette course cycliste sur route masculine espagnole. Il a lieu en Galice sur quatre étapes, du 23 au 26 février 2023, avec un départ à la Muraille de Lugo et une arrivée à Saint-Jacques-de-Compostelle. Il fait partie du calendrier UCI Europe Tour 2023 en catégorie 2.1. 

## Équipes participantes
18 équipes participent à la course : 4 UCI WorldTeams, 8 UCI ProTeams et 6 équipes continentales :
| WorldTeams (4)- Movistar Team - Jumbo-Visma - Astana Qazaqstan Team - Cofidis ProTeams (8)- Euskaltel-Euskadi - Equipo Kern Pharma - Caja Rural-Seguros RGA - Burgos-BH - Q36.5 Pro Cycling Team - Team Corratec - Human Powered Health - Eolo-Kometa Équipes continentales (6)- Electro Hiper Europa - Trinity Racing - AP Hotels & Resorts-Tavira-SC Farense - Efapel Cycling - Tavfer-Ovos Matinados-Mortágua - Rádio Popular-Paredes-Boavista |
| |

## Étapes
L'épreuve compte quatre étapes réparties en une étape de plaine, une étape de moyenne montagne, une étape de montagne et un contre-la-montre individuel, pour une distance totale de 553,4 kilomètres. 
| Étape     | Date    | Villes étapes                               | type                        | Distance (km) | Vainqueur d'étape     | Leader du classement général |
| --------- | ------- | ------------------------------------------- | --------------------------- | ------------- | --------------------- | ---------------------------- |
| 1re étape | 23 fév. | muraille de Lugo – Sarria                   | étape vallonnée             | 188           | annulation de l'étape | annulation de l'étape        |
| 2e étape  | 24 fév. | Tui – A Guarda                              | étape vallonnée             | 184,3         | Jonas Vingegaard      | Jonas Vingegaard             |
| 3e étape  | 25 fév. | Esgos – Rubiá                               | étape de moyenne montagne   | 123,4         | Jonas Vingegaard      | Jonas Vingegaard             |
| 4e étape  | 26 fév. | O Milladoiro – Saint-Jacques-de-Compostelle | contre-la-montre individuel | 18,1          | Jonas Vingegaard      | Jonas Vingegaard             |

## Déroulement de la course

### 1reétape
Alors que Gianni Moscon, Sebastian Schönberger et Vicente Hernaiz sont échappés, l'étape est stoppée à 20 km de l'arrivée à la demande du peloton, en raison de fortes chutes de neige.

### 2eétape
| \| Classement de l'étape \| Classement de l'étape \| Classement de l'étape \| Classement de l'étape \| Classement de l'étape \| \| Coureur \| Coureur \| Pays \| Équipe \| Temps \| \| --------------------- \| --------------------- \| --------------------- \| --------------------- \| --------------------- \| \| 1er \| Jonas Vingegaard \| Danemark \| Jumbo-Visma \| 4 h 33 min 33 s \| \| 2e \| Ruben Guerreiro \| Portugal \| Movistar Team \| + 21 s \| \| 3e \| Ion Izagirre \| Espagne \| Cofidis \| + 24 s \| \| 4e \| Antonio Pedrero \| Espagne \| Movistar Team \| + 26 s \| \| 5e \| Jesús Herrada \| Espagne \| Cofidis \| + 26 s \| \| 6e \| Victor Langellotti \| Monaco \| Burgos-BH \| + 26 s \| \| 7e \| Lorenzo Fortunato \| Italie \| Eolo-Kometa \| + 28 s \| \| 8e \| Lukas Nerurkar \| Royaume-Uni \| Trinity Racing \| + 31 s \| \| 9e \| Rubén Fernández \| Espagne \| Cofidis \| + 33 s \| \| 10e \| Attila Valter \| Hongrie \| Jumbo-Visma \| + 35 s \| |                    |             |                |                 |
| |                    |             |                |                 |
| Source : ProCyclingStats |                    |             |                |                 |
| Classement de l'étape |                    |             |                |                 |
| Coureur | Coureur            | Pays        | Équipe         | Temps           |
| 1er | Jonas Vingegaard   | Danemark    | Jumbo-Visma    | 4 h 33 min 33 s |
| 2e | Ruben Guerreiro    | Portugal    | Movistar Team  | + 21 s          |
| 3e | Ion Izagirre       | Espagne     | Cofidis        | + 24 s          |
| 4e | Antonio Pedrero    | Espagne     | Movistar Team  | + 26 s          |
| 5e | Jesús Herrada      | Espagne     | Cofidis        | + 26 s          |
| 6e | Victor Langellotti | Monaco      | Burgos-BH      | + 26 s          |
| 7e | Lorenzo Fortunato  | Italie      | Eolo-Kometa    | + 28 s          |
| 8e | Lukas Nerurkar     | Royaume-Uni | Trinity Racing | + 31 s          |
| 9e | Rubén Fernández    | Espagne     | Cofidis        | + 33 s          |
| 10e | Attila Valter      | Hongrie     | Jumbo-Visma    | + 35 s          |

| \| Classement général \| Classement général \| Classement général \| Classement général \| Classement général \| \| Coureur \| Coureur \| Pays \| Équipe \| Temps \| \| ------------------ \| ------------------ \| ------------------ \| ------------------ \| ------------------ \| \| 1er \| Jonas Vingegaard \| Danemark \| Jumbo-Visma \| 4 h 33 min 20 s \| \| 2e \| Ruben Guerreiro \| Portugal \| Movistar Team \| + 28 s \| \| 3e \| Ion Izagirre \| Espagne \| Cofidis \| + 31 s \| \| 4e \| Antonio Pedrero \| Espagne \| Movistar Team \| + 39 s \| \| 5e \| Jesús Herrada \| Espagne \| Cofidis \| + 39 s \| \| 6e \| Victor Langellotti \| Monaco \| Burgos-BH \| + 39 s \| \| 7e \| Lorenzo Fortunato \| Italie \| Eolo-Kometa \| + 41 s \| \| 8e \| Lukas Nerurkar \| Royaume-Uni \| Trinity Racing \| + 44 s \| \| 9e \| Rubén Fernández \| Espagne \| Cofidis \| + 46 s \| \| 10e \| Attila Valter \| Hongrie \| Jumbo-Visma \| + 48 s \| |                    |             |                |                 |
| |                    |             |                |                 |
| Source : ProCyclingStats |                    |             |                |                 |
| Classement général |                    |             |                |                 |
| Coureur | Coureur            | Pays        | Équipe         | Temps           |
| 1er | Jonas Vingegaard   | Danemark    | Jumbo-Visma    | 4 h 33 min 20 s |
| 2e | Ruben Guerreiro    | Portugal    | Movistar Team  | + 28 s          |
| 3e | Ion Izagirre       | Espagne     | Cofidis        | + 31 s          |
| 4e | Antonio Pedrero    | Espagne     | Movistar Team  | + 39 s          |
| 5e | Jesús Herrada      | Espagne     | Cofidis        | + 39 s          |
| 6e | Victor Langellotti | Monaco      | Burgos-BH      | + 39 s          |
| 7e | Lorenzo Fortunato  | Italie      | Eolo-Kometa    | + 41 s          |
| 8e | Lukas Nerurkar     | Royaume-Uni | Trinity Racing | + 44 s          |
| 9e | Rubén Fernández    | Espagne     | Cofidis        | + 46 s          |
| 10e | Attila Valter      | Hongrie     | Jumbo-Visma    | + 48 s          |

### 3eétape
| \| Classement de l'étape \| Classement de l'étape \| Classement de l'étape \| Classement de l'étape \| Classement de l'étape \| \| Coureur \| Coureur \| Pays \| Équipe \| Temps \| \| --------------------- \| --------------------- \| --------------------- \| --------------------- \| --------------------- \| \| 1er \| Jonas Vingegaard \| Danemark \| Jumbo-Visma \| 3 h 19 min 58 s \| \| 2e \| Ruben Guerreiro \| Portugal \| Movistar Team \| + 21 s \| \| 3e \| Attila Valter \| Hongrie \| Jumbo-Visma \| + 35 s \| \| 4e \| Jesús Herrada \| Espagne \| Cofidis \| + 36 s \| \| 5e \| Lorenzo Fortunato \| Italie \| Eolo-Kometa \| + 40 s \| \| 6e \| Rubén Fernández \| Espagne \| Cofidis \| + 44 s \| \| 7e \| William Barta \| États-Unis \| Movistar Team \| + 49 s \| \| 8e \| Victor Langellotti \| Monaco \| Burgos-BH \| + 56 s \| \| 9e \| Antonio Pedrero \| Espagne \| Movistar Team \| + 56 s \| \| 10e \| Lukas Nerurkar \| Royaume-Uni \| Trinity Racing \| + 59 s \| |                    |             |                |                 |
| |                    |             |                |                 |
| Source : ProCyclingStats |                    |             |                |                 |
| Classement de l'étape |                    |             |                |                 |
| Coureur | Coureur            | Pays        | Équipe         | Temps           |
| 1er | Jonas Vingegaard   | Danemark    | Jumbo-Visma    | 3 h 19 min 58 s |
| 2e | Ruben Guerreiro    | Portugal    | Movistar Team  | + 21 s          |
| 3e | Attila Valter      | Hongrie     | Jumbo-Visma    | + 35 s          |
| 4e | Jesús Herrada      | Espagne     | Cofidis        | + 36 s          |
| 5e | Lorenzo Fortunato  | Italie      | Eolo-Kometa    | + 40 s          |
| 6e | Rubén Fernández    | Espagne     | Cofidis        | + 44 s          |
| 7e | William Barta      | États-Unis  | Movistar Team  | + 49 s          |
| 8e | Victor Langellotti | Monaco      | Burgos-BH      | + 56 s          |
| 9e | Antonio Pedrero    | Espagne     | Movistar Team  | + 56 s          |
| 10e | Lukas Nerurkar     | Royaume-Uni | Trinity Racing | + 59 s          |

| \| Classement général \| Classement général \| Classement général \| Classement général \| Classement général \| \| Coureur \| Coureur \| Pays \| Équipe \| Temps \| \| ------------------ \| ------------------ \| ------------------ \| ------------------ \| ------------------ \| \| 1er \| Jonas Vingegaard \| Danemark \| Jumbo-Visma \| 7 h 53 min 08 s \| \| 2e \| Ruben Guerreiro \| Portugal \| Movistar Team \| + 53 s \| \| 3e \| Jesús Herrada \| Espagne \| Cofidis \| + 1 min 25 s \| \| 4e \| Attila Valter \| Hongrie \| Jumbo-Visma \| + 1 min 29 s \| \| 5e \| Lorenzo Fortunato \| Italie \| Eolo-Kometa \| + 1 min 31 s \| \| 6e \| Rubén Fernández \| Espagne \| Cofidis \| + 1 min 40 s \| \| 7e \| Antonio Pedrero \| Espagne \| Movistar Team \| + 1 min 45 s \| \| 8e \| Victor Langellotti \| Monaco \| Burgos-BH \| + 1 min 45 s \| \| 9e \| Lukas Nerurkar \| Royaume-Uni \| Trinity Racing \| + 1 min 53 s \| \| 10e \| William Barta \| États-Unis \| Movistar Team \| + 2 min 02 s \| |                    |             |                |                 |
| |                    |             |                |                 |
| Source : ProCyclingStats |                    |             |                |                 |
| Classement général |                    |             |                |                 |
| Coureur | Coureur            | Pays        | Équipe         | Temps           |
| 1er | Jonas Vingegaard   | Danemark    | Jumbo-Visma    | 7 h 53 min 08 s |
| 2e | Ruben Guerreiro    | Portugal    | Movistar Team  | + 53 s          |
| 3e | Jesús Herrada      | Espagne     | Cofidis        | + 1 min 25 s    |
| 4e | Attila Valter      | Hongrie     | Jumbo-Visma    | + 1 min 29 s    |
| 5e | Lorenzo Fortunato  | Italie      | Eolo-Kometa    | + 1 min 31 s    |
| 6e | Rubén Fernández    | Espagne     | Cofidis        | + 1 min 40 s    |
| 7e | Antonio Pedrero    | Espagne     | Movistar Team  | + 1 min 45 s    |
| 8e | Victor Langellotti | Monaco      | Burgos-BH      | + 1 min 45 s    |
| 9e | Lukas Nerurkar     | Royaume-Uni | Trinity Racing | + 1 min 53 s    |
| 10e | William Barta      | États-Unis  | Movistar Team  | + 2 min 02 s    |

### 4eétape
| \| Classement de l'étape \| Classement de l'étape \| Classement de l'étape \| Classement de l'étape \| Classement de l'étape \| \| Coureur \| Coureur \| Pays \| Équipe \| Temps \| \| --------------------- \| --------------------- \| --------------------- \| --------------------- \| --------------------- \| \| 1er \| Jonas Vingegaard \| Danemark \| Jumbo-Visma \| 23 min 47 s \| \| 2e \| Rohan Dennis \| Australie \| Jumbo-Visma \| + 35 s \| \| 3e \| William Barta \| États-Unis \| Movistar Team \| + 59 s \| \| 4e \| Bart Lemmen \| Pays-Bas \| Human Powered Health \| + 1 min 05 s \| \| 5e \| Jesús Herrada \| Espagne \| Cofidis \| + 1 min 06 s \| \| 6e \| Carlos Canal \| Espagne \| Euskaltel-Euskadi \| + 1 min 22 s \| \| 7e \| Max Walker \| Royaume-Uni \| Trinity Racing \| + 1 min 23 s \| \| 8e \| Attila Valter \| Hongrie \| Jumbo-Visma \| + 1 min 24 s \| \| 9e \| Xabier Mikel Azparren \| Espagne \| Euskaltel-Euskadi \| + 1 min 28 s \| \| 10e \| David de la Cruz \| Espagne \| Astana Qazaqstan Team \| + 1 min 30 s \| |                       |             |                       |              |
| |                       |             |                       |              |
| |                       |             |                       |              |
| Classement de l'étape |                       |             |                       |              |
| Coureur | Coureur               | Pays        | Équipe                | Temps        |
| 1er | Jonas Vingegaard      | Danemark    | Jumbo-Visma           | 23 min 47 s  |
| 2e | Rohan Dennis          | Australie   | Jumbo-Visma           | + 35 s       |
| 3e | William Barta         | États-Unis  | Movistar Team         | + 59 s       |
| 4e | Bart Lemmen           | Pays-Bas    | Human Powered Health  | + 1 min 05 s |
| 5e | Jesús Herrada         | Espagne     | Cofidis               | + 1 min 06 s |
| 6e | Carlos Canal          | Espagne     | Euskaltel-Euskadi     | + 1 min 22 s |
| 7e | Max Walker            | Royaume-Uni | Trinity Racing        | + 1 min 23 s |
| 8e | Attila Valter         | Hongrie     | Jumbo-Visma           | + 1 min 24 s |
| 9e | Xabier Mikel Azparren | Espagne     | Euskaltel-Euskadi     | + 1 min 28 s |
| 10e | David de la Cruz      | Espagne     | Astana Qazaqstan Team | + 1 min 30 s |

## Classements finals

### Classement général final
| \| Classement général \| Classement général \| Classement général \| Classement général \| Classement général \| \| Coureur \| Coureur \| Pays \| Équipe \| Temps \| \| ------------------ \| ------------------ \| ------------------ \| --------------------- \| ------------------ \| \| 1er \| Jonas Vingegaard \| Danemark \| Jumbo-Visma \| 8 h 16 min 55 s \| \| 2e \| Jesús Herrada \| Espagne \| Cofidis \| + 2 min 31 s \| \| 3e \| Ruben Guerreiro \| Portugal \| Movistar Team \| + 2 min 48 s \| \| 4e \| Attila Valter \| Hongrie \| Jumbo-Visma \| + 2 min 53 s \| \| 5e \| William Barta \| États-Unis \| Movistar Team \| + 3 min 01 s \| \| 6e \| Lukas Nerurkar \| Royaume-Uni \| Trinity Racing \| + 3 min 30 s \| \| 7e \| Simon Geschke \| Allemagne \| Cofidis \| + 3 min 39 s \| \| 8e \| David de la Cruz \| Espagne \| Astana Qazaqstan Team \| + 3 min 40 s \| \| 9e \| Joaquim Silva \| Portugal \| Efapel Cycling \| + 3 min 44 s \| \| 10e \| Rubén Fernández \| Espagne \| Cofidis \| + 3 min 53 s \| |                  |             |                       |                 |
| |                  |             |                       |                 |
| Source : ProCyclingStats |                  |             |                       |                 |
| Classement général |                  |             |                       |                 |
| Coureur | Coureur          | Pays        | Équipe                | Temps           |
| 1er | Jonas Vingegaard | Danemark    | Jumbo-Visma           | 8 h 16 min 55 s |
| 2e | Jesús Herrada    | Espagne     | Cofidis               | + 2 min 31 s    |
| 3e | Ruben Guerreiro  | Portugal    | Movistar Team         | + 2 min 48 s    |
| 4e | Attila Valter    | Hongrie     | Jumbo-Visma           | + 2 min 53 s    |
| 5e | William Barta    | États-Unis  | Movistar Team         | + 3 min 01 s    |
| 6e | Lukas Nerurkar   | Royaume-Uni | Trinity Racing        | + 3 min 30 s    |
| 7e | Simon Geschke    | Allemagne   | Cofidis               | + 3 min 39 s    |
| 8e | David de la Cruz | Espagne     | Astana Qazaqstan Team | + 3 min 40 s    |
| 9e | Joaquim Silva    | Portugal    | Efapel Cycling        | + 3 min 44 s    |
| 10e | Rubén Fernández  | Espagne     | Cofidis               | + 3 min 53 s    |

### Classements annexes
| Classement par points | Classement par points | Classement par points | Classement par points  | Classement par points |
| Coureur               | Coureur               | Pays                  | Équipe                 | Points                |
| --------------------- | --------------------- | --------------------- | ---------------------- | --------------------- |
| 1er                   | Sebastian Schönberger | Autriche              | Human Powered Health   | 131 pts               |
| 2e                    | Jonas Vingegaard      | Danemark              | Jumbo-Visma            | 80 pts                |
| 3e                    | Alejandro Ropero      | Espagne               | Electro Hiper Europa   | 60 pts                |
| 4e                    | Ruben Guerreiro       | Portugal              | Movistar Team          | 50 pts                |
| 5e                    | Jesús Herrada         | Espagne               | Cofidis                | 36 pts                |
| 6e                    | Igor Arrieta          | Espagne               | Equipo Kern Pharma     | 34 pts                |
| 7e                    | Lorenzo Fortunato     | Italie                | Eolo-Kometa            | 30 pts                |
| 8e                    | Xabier Isasa          | Espagne               | Euskaltel-Euskadi      | 30 pts                |
| 9e                    | Josu Etxeberria       | Espagne               | Caja Rural-Seguros RGA | 30 pts                |
| 10e                   | Attila Valter         | Hongrie               | Jumbo-Visma            | 29 pts                |

| Classement par points | Classement par points | Classement par points | Classement par points  | Classement par points |
| Coureur               | Coureur               | Pays                  | Équipe                 | Points                |
| --------------------- | --------------------- | --------------------- | ---------------------- | --------------------- |
| 1er                   | Sebastian Schönberger | Autriche              | Human Powered Health   | 131 pts               |
| 2e                    | Jonas Vingegaard      | Danemark              | Jumbo-Visma            | 80 pts                |
| 3e                    | Alejandro Ropero      | Espagne               | Electro Hiper Europa   | 60 pts                |
| 4e                    | Ruben Guerreiro       | Portugal              | Movistar Team          | 50 pts                |
| 5e                    | Jesús Herrada         | Espagne               | Cofidis                | 36 pts                |
| 6e                    | Igor Arrieta          | Espagne               | Equipo Kern Pharma     | 34 pts                |
| 7e                    | Lorenzo Fortunato     | Italie                | Eolo-Kometa            | 30 pts                |
| 8e                    | Xabier Isasa          | Espagne               | Euskaltel-Euskadi      | 30 pts                |
| 9e                    | Josu Etxeberria       | Espagne               | Caja Rural-Seguros RGA | 30 pts                |
| 10e                   | Attila Valter         | Hongrie               | Jumbo-Visma            | 29 pts                |

| Classement de la montagne | Classement de la montagne | Classement de la montagne | Classement de la montagne             | Classement de la montagne |
| Coureur                   | Coureur                   | Pays                      | Équipe                                | Points                    |
| ------------------------- | ------------------------- | ------------------------- | ------------------------------------- | ------------------------- |
| 1er                       | Jonas Vingegaard          | Danemark                  | Jumbo-Visma                           | 15 pts                    |
| 2e                        | Sebastian Schönberger     | Autriche                  | Human Powered Health                  | 14 pts                    |
| 3e                        | Francesco Gavazzi         | Italie                    | Eolo-Kometa                           | 9 pts                     |
| 4e                        | Ruben Guerreiro           | Portugal                  | Movistar Team                         | 9 pts                     |
| 5e                        | Igor Arrieta              | Espagne                   | Equipo Kern Pharma                    | 6 pts                     |
| 6e                        | Attila Valter             | Hongrie                   | Jumbo-Visma                           | 4 pts                     |
| 7e                        | Delio Fernández           | Espagne                   | AP Hotels & Resorts-Tavira-SC Farense | 3 pts                     |
| 8e                        | Jesús Herrada             | Espagne                   | Cofidis                               | 2 pts                     |
| 9e                        | Alex Molenaar             | Pays-Bas                  | Electro Hiper Europa                  | 2 pts                     |
| 10e                       | Mattia Bais               | Italie                    | Eolo-Kometa                           | 2 pts                     |

| Classement de la montagne | Classement de la montagne | Classement de la montagne | Classement de la montagne             | Classement de la montagne |
| Coureur                   | Coureur                   | Pays                      | Équipe                                | Points                    |
| ------------------------- | ------------------------- | ------------------------- | ------------------------------------- | ------------------------- |
| 1er                       | Jonas Vingegaard          | Danemark                  | Jumbo-Visma                           | 15 pts                    |
| 2e                        | Sebastian Schönberger     | Autriche                  | Human Powered Health                  | 14 pts                    |
| 3e                        | Francesco Gavazzi         | Italie                    | Eolo-Kometa                           | 9 pts                     |
| 4e                        | Ruben Guerreiro           | Portugal                  | Movistar Team                         | 9 pts                     |
| 5e                        | Igor Arrieta              | Espagne                   | Equipo Kern Pharma                    | 6 pts                     |
| 6e                        | Attila Valter             | Hongrie                   | Jumbo-Visma                           | 4 pts                     |
| 7e                        | Delio Fernández           | Espagne                   | AP Hotels & Resorts-Tavira-SC Farense | 3 pts                     |
| 8e                        | Jesús Herrada             | Espagne                   | Cofidis                               | 2 pts                     |
| 9e                        | Alex Molenaar             | Pays-Bas                  | Electro Hiper Europa                  | 2 pts                     |
| 10e                       | Mattia Bais               | Italie                    | Eolo-Kometa                           | 2 pts                     |

| Classement du meilleur jeune | Classement du meilleur jeune | Classement du meilleur jeune | Classement du meilleur jeune | Classement du meilleur jeune |
| Coureur                      | Coureur                      | Pays                         | Équipe                       | Temps                        |
| ---------------------------- | ---------------------------- | ---------------------------- | ---------------------------- | ---------------------------- |
| 1er                          | Lukas Nerurkar               | Royaume-Uni                  | Trinity Racing               | 8 h 20 min 25 s              |
| 2e                           | Pelayo Sánchez               | Espagne                      | Burgos-BH                    | + 38 s                       |
| 3e                           | Carlos Canal                 | Espagne                      | Euskaltel-Euskadi            | + 49 s                       |
| 4e                           | Max Walker                   | Royaume-Uni                  | Trinity Racing               | + 1 min 01 s                 |
| 5e                           | Igor Arrieta                 | Espagne                      | Equipo Kern Pharma           | + 1 min 13 s                 |
| 6e                           | Enekoitz Azparren            | Espagne                      | Euskaltel-Euskadi            | + 2 min 59 s                 |
| 7e                           | Francisco Guerreiro          | Portugal                     | Efapel Cycling               | + 3 min 22 s                 |
| 8e                           | Karel Vacek                  | Tchéquie                     | Team Corratec                | + 3 min 29 s                 |
| 9e                           | Oliver Rees                  | Royaume-Uni                  | Trinity Racing               | + 3 min 46 s                 |
| 10e                          | Alejandro Franco             | Espagne                      | Burgos-BH                    | + 4 min 20 s                 |

| Classement du meilleur jeune | Classement du meilleur jeune | Classement du meilleur jeune | Classement du meilleur jeune | Classement du meilleur jeune |
| Coureur                      | Coureur                      | Pays                         | Équipe                       | Temps                        |
| ---------------------------- | ---------------------------- | ---------------------------- | ---------------------------- | ---------------------------- |
| 1er                          | Lukas Nerurkar               | Royaume-Uni                  | Trinity Racing               | 8 h 20 min 25 s              |
| 2e                           | Pelayo Sánchez               | Espagne                      | Burgos-BH                    | + 38 s                       |
| 3e                           | Carlos Canal                 | Espagne                      | Euskaltel-Euskadi            | + 49 s                       |
| 4e                           | Max Walker                   | Royaume-Uni                  | Trinity Racing               | + 1 min 01 s                 |
| 5e                           | Igor Arrieta                 | Espagne                      | Equipo Kern Pharma           | + 1 min 13 s                 |
| 6e                           | Enekoitz Azparren            | Espagne                      | Euskaltel-Euskadi            | + 2 min 59 s                 |
| 7e                           | Francisco Guerreiro          | Portugal                     | Efapel Cycling               | + 3 min 22 s                 |
| 8e                           | Karel Vacek                  | Tchéquie                     | Team Corratec                | + 3 min 29 s                 |
| 9e                           | Oliver Rees                  | Royaume-Uni                  | Trinity Racing               | + 3 min 46 s                 |
| 10e                          | Alejandro Franco             | Espagne                      | Burgos-BH                    | + 4 min 20 s                 |

| Classement par équipes | Classement par équipes | Classement par équipes | Classement par équipes |
| Équipe                 | Équipe                 | Pays                   | Temps                  |
| ---------------------- | ---------------------- | ---------------------- | ---------------------- |
| 1re                    | Cofidis                | France                 | 25 h 00 min 35 s       |
| 2e                     | Movistar Team          | Espagne                | + 25 s                 |
| 3e                     | Jumbo-Visma            | Pays-Bas               | + 3 min 44 s           |
| 4e                     | Euskaltel-Euskadi      | Espagne                | + 3 min 44 s           |
| 5e                     | Trinity Racing         | Royaume-Uni            | + 5 min 00 s           |

| Classement par équipes | Classement par équipes | Classement par équipes | Classement par équipes |
| Équipe                 | Équipe                 | Pays                   | Temps                  |
| ---------------------- | ---------------------- | ---------------------- | ---------------------- |
| 1re                    | Cofidis                | France                 | 25 h 00 min 35 s       |
| 2e                     | Movistar Team          | Espagne                | + 25 s                 |
| 3e                     | Jumbo-Visma            | Pays-Bas               | + 3 min 44 s           |
| 4e                     | Euskaltel-Euskadi      | Espagne                | + 3 min 44 s           |
| 5e                     | Trinity Racing         | Royaume-Uni            | + 5 min 00 s           |

## Évolution des classements
| Étape              | Vainqueur          | Classement général | Classement par points | Classement de la montagne | Classement du meilleur jeune | Classement par équipes |
| ------------------ | ------------------ | ------------------ | --------------------- | ------------------------- | ---------------------------- | ---------------------- |
| 1                  | étape annulée      | non-attribué       | Sebastian Schönberger | Francesco Gavazzi         | non-attribué                 | non-attribué           |
| 2                  | Jonas Vingegaard   | Jonas Vingegaard   | Sebastian Schönberger | Francesco Gavazzi         | Lukas Nerurkar               | Cofidis                |
| 3                  | Jonas Vingegaard   | Jonas Vingegaard   | Sebastian Schönberger | Jonas Vingegaard          | Lukas Nerurkar               | Movistar               |
| 4                  | Jonas Vingegaard   | Jonas Vingegaard   | Sebastian Schönberger | Jonas Vingegaard          | Lukas Nerurkar               | Cofidis                |
| Classements finals | Classements finals | Jonas Vingegaard   | Sebastian Schönberger | Jonas Vingegaard          | Lukas Nerurkar               | Cofidis                |